# 添谷芳秀
添谷 芳秀（そえや よしひで、1955年5月1日 - ）は、日本の政治学者。専門は、国際政治学・外交政策。学位は、政治学博士（ミシガン大学）。慶應義塾大学名誉教授。

## 略歴
1979年、上智大学外国語学部英語学科卒業。1981年 、同大学院外国語学研究科国際関係論専攻博士前期課程修了。1987年、ミシガン大学大学院博士課程修了、ミシガン大学より政治学博士の学位を取得（Ph.D）。
1988年、慶應義塾大学法学部専任講師、1991年、同学部助教授、1995年、同学部教授。2007年、慶應義塾大学東アジア研究所所長、2011年慶應義塾大学現代韓国研究センター長、2020年、慶應義塾大学名誉教授。
2008年、日韓新時代共同研究プロジェクト委員、現在及びこれからの日韓関係分科会委員長。2014年、韓国国際交流財団フェロー。

## 著書

### 単著
- 『日本外交と中国――1945～1972』（慶應通信、1995年）
- Japan's Economic Diplomacy with China、1945-1978、 (Clarendon Press、1998).
- 『日本の「ミドルパワー」外交――戦後日本の選択と構想』（筑摩書房〈ちくま新書〉、2005年）
  - 改訂版 『日本の外交 ─「戦後」を読みとく』（筑摩書房〈ちくま学芸文庫〉、2017年）
- 『韓国知識人との対話Ⅱ 米中の狭間を生きる』（慶應義塾大学出版会、2015年）
- 『安全保障を問いなおす 「九条－安保体制」を越えて』（NHK出版〈NHKブックス〉、2016年）

### 共著
- （薬師寺泰蔵・吉野直行・田中俊郎・田村次朗）『成熟時代の日米論争』（慶應義塾大学出版会、1996年）
- UN Peace-Keeping Operations: A Guide to Japanese Policies、 with L. William Heinrich Jr.、 and Akiho Shib、 (United Nations University Press、1999)
- Japan as a 'Normal Country' ?: A Country in Search of its Place in the World  、with Masayuki Tadokoro & David Welch、 (Toronto: University of Toronto Press、2011)

### 編著
- 『21世紀国際政治の展望』（慶應義塾大学出版会、1999年）

### 共編著
- （赤木完爾）『冷戦後の国際政治――実証・政策・理論』（慶應義塾大学出版会、1998年）
- （山本信人）『世紀末からの東南アジア――錯綜する政治・経済秩序のゆくえ』（慶應義塾大学出版会、2000年）
- （石井明・朱建栄・林暁光）『日中国交正常化・日中平和友好条約締結交渉――記録と考証』（岩波書店、2003年）
- （田所昌幸）『現代東アジアと日本(1)日本の東アジア構想』（慶應義塾大学出版会、2004年）
- （渋沢雅英・山本正）『日本の世界貢献とシヴィル・ソサエティ』（慶應義塾大学出版会、2008年）

### 訳書
- 緒方貞子『戦後日中・米中関係』（東京大学出版会、1992年、オンデマンド版2012年）